# Karl Stotz
Karl Stotz (født 27. marts 1927 i Wien, Østrig - 4. april 2017) var en østrigsk fodboldspiller (forsvarer). Han vandt bronze med det østrigske landshold ved VM i 1954 i Schweiz.
Stotz spillede på klubplan størstedelen af sin karriere hos hovedstadsklubben Austria Wien, hvor han var tilknyttet i elleve sæsoner. Han var med til at vinde fire østrigske mesterskaber med klubben.
Stotz spillede desuden 43 kampe og scorede ét mål for det østrigske landshold. Han deltog ved både VM i 1954, hvor østrigerne vandt bronze, samt ved VM i 1958.
Efter sit karrierestop var Stotz desuden træner. Først for sin gamle klub, Austria Wien, og siden for det østrigske landshold. Han stod i spidsen for østrigerne da holdet kvalificerede sig til VM i 1982 i Spanien, men blev fyret inden turneringen skulle begynde.